# Quickstep
Il quickstep è un ballo da sala internazionale che segue il ritmo 2/4 o 4/4, simile a un foxtrot veloce. Tuttavia, mentre la danza può sembrare molto simile a un foxtrot veloce, la sua tecnica è molto diversa.

## Storia
Il quickstep nacque nel 1920 da una combinazione di foxtrot, charleston, shag, peabody, e one step. La danza è di origine inglese, ed è stata standardizzata nel 1927. Il quickstep si è evoluto dal foxtrot, e ora sono due danze molto distinte. A differenza dal moderno foxtrot, l'uomo schiude spesso i suoi piedi e i passi sincopati sono regolari (come è avvenuto nei primi foxtrot). In un certo senso, i modelli di danza sono vicini al valzer, ma viene ballato a tempo di 4/4 piuttosto che di 3/4. 
Il ritmo del quickstep è piuttosto vivace, poiché nato in un'epoca in cui regnava il jazz che gli ha donato le musiche e i ritmi.
Verso la fine del XX secolo, la velocità del quickstep ballato da ballerini di livello avanzato è aumentata ancora di più a causa del largo uso di passi sincopati con durate di 8 tempi. 
Esisteva anche un quickstep del XIX secolo, che era una marcia, e non aveva alcuna relazione con quello moderno.

## Stile
Il quickstep è elegante come il foxtrot, e deve essere fluido e molto glamour. I ballerini devono essere molto leggeri sui loro piedi. È molto energico e intenso.

## Nella cultura popolare
Spesso le coppie del programma televisivo di Rai Uno Ballando con le Stelle si sono esibite nel quickstep. 